# 1996年夏季奧林匹克運動會中華台北代表團
1996年夏季奧林匹克運動會中華臺北代表團是中華民國（台灣）以“中華台北”名義，參與在美國亞特蘭大舉行的1996年夏季奧林匹克運動會，為第4次以「中華台北」名義參加夏季奧運。獲得獎牌數為1面銀牌。

## 項目及成果

### 田徑
- 許績勝－男子馬拉松 2:23:04 第57名
- 黃信平－男子100公尺	未晉級
- 陶武訓－男子200公尺	未晉級
- 趙志國－男子跳遠	未晉級
- 乃慧芳－男子跳遠	未晉級
- 王惠珍－女子100公尺	未晉級
- 徐佩菁－女子400公尺跨欄	未晉級

### 游泳
選手：黃智勇、林季嬋、茆瀅欣、林謙如、蔡淑敏、謝淑婷、謝淑姿、張緯嘉

### 跳水
選手：陳漢鴻、莊宏斌

### 射箭
反曲弓
- 謝勝豐－男子個人 第10名
- 吳聰義－男子個人 第41名
- 卓聖霖－男子個人 第44名
- 吳聰義、謝勝豐、卓聖霖－男子團體 第10名
- 林宜螢－女子個人 第13名
- 林雅華－女子個人 第19名
- 楊鈞芪－女子個人 第46名
- 林宜螢、林雅華、楊鈞芪－女子團體 第12名

### 射擊
- 黃義介－男子雙不定向飛靶 第6名
- 黃義介－男子不定向飛靶	第57名
- 杜台興－男子10公尺空氣手槍	第41名
- 杜台興－男子50公尺自由手槍	第34名

### 壘球
- 選手：王雅芬、簡佩琪、楊慧君、杜惠萍、顏秀姿、鍾瓊瑤、張曉菁、劉自鑫、韓幸霖、簡岑如、秋貞婷、李銘節、歐靜潔、杜惠美、劉家琦
  - 女子團體－第6名

### 桌球
- 蔣澎龍－男子單打 16強
- 蔣澎龍、吳文嘉－男子雙打 未晉級8強
- 陳靜－女子單打 銀牌
- 徐競－女子單打	未晉級16強
- 陳秋丹－女子單打 未晉級16強
- 陳靜、陳秋丹－女子雙打 8強
- 徐競、白慧嬰－女子雙打	未晉級8強

### 網球
- 王思婷－女子單打 32強
- 陳志榮、連玉輝－男子雙打 32強

### 羽球
中華台北隊在羽球項目上獲得一個男子單打、兩個女子單打和一個女子雙打席位。
| 運動員        | 項目     | 64強賽                        | 32強賽                              | 16強賽                        | 半準決賽  | 準決賽    | 決賽/銅牌賽 | 決賽/銅牌賽 |
| 運動員        | 項目     | 對手 比分                     | 對手 比分                           | 對手 比分                     | 對手 比分 | 對手 比分 | 對手 比分   | 排名        |
| ------------- | -------- | ----------------------------- | ----------------------------------- | ----------------------------- | --------- | --------- | ----------- | ----------- |
| 劉恩宏        | 男子單打 | 克拉瑞瑟（毛里求斯） · 胜 2-0 | 海伯（德国） · 胜 2-1               | 阿爾比（印度尼西亚） · 负 0-2 | 未晉級    | 未晉級    | 未晉級      | 未晉級      |
| 黃嘉琪        | 女子單打 | 羅景民（韩国） · 胜 2-0       | 朱利恩（加拿大） · 胜 2-1           | 馬汀（丹麦） · 负 0-2         | 未晉級    | 未晉級    | 未晉級      | 未晉級      |
| 鄭淑仁        | 女子單打 | 海蘭（美国） · 胜 2-0         | 普倫普韋奇（泰国） · 负 0-2         | 未晉級                        | 未晉級    | 未晉級    | 未晉級      | 未晉級      |
| 陳儷今 蔡惠敏 | 女子雙打 | 不適用                        | 鄭在喜 / 朴秀雲 · （韩国） · 负 0-2 | 未晉級                        | 未晉級    | 未晉級    | 未晉級      | 未晉級      |

### 帆船
- 薛光祖、薛光宏－男子470型 第25名
- 黃偉哲－男子風浪板	第9名

### 自由車
- 選手：陳智豪

### 柔道
- 選手：黃建龍、羅友維、吳國輝、廖俊強、余淑珍、曾小芬、黃愛春、吳玫玲、陳秋萍、葉雯華

### 拳擊
- 選手：蔡池修

### 舉重
男子組
- 王信淵－54公斤級 第9名
- 廖星州－64公斤級 第13名
- 郭泰志－83公斤級 第16名
- 吳再富－83公斤級 第14名